# Pseudojana niassana
Pseudojana niassana är en fjärilsart som beskrevs av Rothschild 1917. Pseudojana niassana ingår i släktet Pseudojana och familjen Eupterotidae. Inga underarter finns listade.